# ۴۱۸ (میلادی)
۴۱۸ (میلادی) چهارصد  و هجدهمین سال تقویم میلادی است.

## درگذشتگان
‎